# Bayonetta
A Bayonetta egy Xbox 360 és PlayStation 3 platformokra kifejlesztett akciójáték. Alkotója a PlatinumGames részéről Kamija Hideki (a Resident Evil 2, a Devil May Cry, a Viewtiful Joe, és az Ōkami rendezője), együttműködésben a Sega kiadóval. A történet egy képzeletbeli európai városban játszódik, főszereplője pedig a névadó Bayonetta, aki lőfegyvereket és varázserőt használ ellenségei legyőzésére. Öt nehézségi fokozata közül az első kettő egy billentyűvel is játszható, hasonlóan a Devil May Cry című játékhoz. Fejlesztői a karaktereket modern stílusban, a modern divatot követve mintázták meg, és vidám zenét választottak a játékhoz.
A fejlesztés 2007 januárjában kezdődött. Japánban 2009 októberében, az Egyesült Államokban 2010 januárjában jelent meg. Tévéreklámjában a japán popénekes, MiChi szerepelt, de számos más módon is reklámozták. A kritikák dicsérték egyszerűen megtanulható mozgását, gyors ritmusát, illetve a karakterek és helyszínek megformálását. A játék világszerte több mint 1,35 millió példányban kelt el.
2014. szeptember 20.-án adták ki Wii U-ra. Ugyanezen a napon adták ki a folytatást, ugyanarra a konzolra (exkluzívként).

## Fordítás
- Ez a szócikk részben vagy egészben a Bayonetta című angol Wikipédia-szócikk ezen változatának fordításán alapul.  Az eredeti cikk szerkesztőit annak laptörténete sorolja fel. Ez a jelzés csupán a megfogalmazás eredetét és a szerzői jogokat jelzi, nem szolgál a cikkben szereplő információk forrásmegjelöléseként.